# 文天祥墓
26°46′16″N 115°17′21″E / 26.77111°N 115.28917°E
文天祥墓位于中国江西省吉安市青原区富田镇鹜湖大坑虎形山（原属吉安县），是南宋丞相文天祥之墓。1987年列为江西省文物保护单位，2013年3月被列为第七批全国重点文物保护单位。

## 历史
元代至元二十年（1283年）文天祥在大都就义，次年归葬故乡富田。墓于明、清先后重修。1983、1993年，江西省人民政府拨款重建。墓坐北朝南，封土高2.6米，直径5米，墓门高2.1米，宽3.4米，墓前有祭祀台、神道和石牌坊。